# Franciszek Kukla
Franciszek Kukla [výsl. přibližně frančišek] (* 16. července 1953 Bytom) je bývalý lední hokejista, brankář klubu Polonia Bytom, trojnásobný mistr polské ligy, reprezentant Polska a olympionik ze Zimních olympijských her v Calgary (1988).
Jako brankář působil v Polonii Bytom v letech 1966-1988 (vychovali ho trenéři Emil a Tadeusz Nikodemowicz). Stal se trojnásobným mistrem (1984, 1986, 1988) a vicemistrem Polska (1983, 1985, 1987). V závěru své aktivní hráčské kariéry hrál za jugoslávský klub Crvena Zvezda Belgrad (1988-1989).
V polské lize odehrál 223 zápasů a získal cenu Złoty Kij (Zlatá hokejka), kterou uděluje redakce novin Sport nejlepšímu hokejistovi v zemi (1985).
V reprezentaci Polska odehrál v letech 1984-1988 51 zápasů, účastnil se olympijských her v roce 1988 a tří turnajů mistrovství světa: 1985 Fribourg - 9. místo (skupina B-1), 1986 Moskva - 8. místo (např. obhájil vítězství 2:1 nad tehdejšími mistry světa z Československa), 1987 Canazei - 9. místo (skupina. B-1).
Poté, co Polsko v roce 1985 vyhrálo Mistrovství světa skupiny B a postoupilo do skupiny A, získal Bronzovou medaili za vynikající sportovní úspěchy.
V letech 2012 až 2014 působil jako asistent trenéra Polonie Bytom.
Syn Alexandra a Józefy Poniewierských. Je ženatý (Barbara Górska), žije v Radzionkowě, kde se svou sestrou provozuje firmu na výrobu ubrusů, polštářů a potahů na křesla.